# Xian de Honghe
Le xian de Honghe (红河县 ; pinyin : Hónghé Xiàn) est un district administratif de la province du Yunnan en Chine. Il est placé sous la juridiction de la préfecture autonome hani et yi de Honghe.

## Démographie
La population du district était de 264 523 habitants en 1999.